# Spring (Románia)
Spring (románul: Șpring) település Romániában, Erdélyben, Fehér megyében.

## Fekvése
Gyulafehérvártól délkeletre, Szászsebestől keletre, Vingárd, Gergelyfája, Buzd közt fekvő település.

## Története
Árpád-kori település. Nevét már 1270 előtt említették az oklevelek t. fratrum Cheel Spreng néven.
1299-ben Spreng, 1309-ben Spinc, 1332-1334-ben Spring, 1576, 1808-ban Spring néven írták.
Spring 1270 körül Kelneki Cheel birtoka volt, melyet 1290-1295 között már a fia birtokolt.
Egyházilag Spring a sebesi esperesség alá tartozó szász dékánság központja volt, amelyhez Buzd, Dálya, Drassó, Gergelyfája, Gorbó, Henningfalva, Kiskerék, Ringelkirch (Lengyelkék), Ludas, Pókafalva és Vingárd is tartozott.
1309-ben dékánja a kiközösített szász papok közt szerepelt.
1332-ben a pápai tizedjegyzék adatai szerint a springi dékán 34 dénár, a kálán is ugyanennyit, a splingi plébános 3 forint pápai tizedet fizetett.
1446-ban Spring Vingárti Geréb János által perelt birtok volt. Ekkor Spring Nádasdi Salamon fiának birtoka volt, aki azt a gyulafehérvári egyháznak adományozta. 1498-ban is a fehérvári káptalan volt a birtokosa.
1576-ban már a Bánffy családé, Bánffy György birtoka volt.
1910-ben  1400 lakosából 8 magyar, 1370 román volt. Ebből 533 görögkatolikus, 859 görögkeleti ortodox volt.
A trianoni békeszerződés előtt Alsó-Fehér vármegye Kisenyedi járásához tartozott.